# Перрин, Джон Гордон
Джон Гордон Перрин (англ. John Gordon Perrin; род. 17 августа 1989 года) — канадский волейболист, доигровщик клуба «Халкбанка»; бывший игрок сборной Канады.

## Карьера
Джон Гордон Перрин учился в Университете Томпсон-Риверс, где начал выступать за волейбольную команду, входящую в Атлетическую ассоциацию университетов Западной Канады (Canada West Universities Athletic Association). После окончания университета в течение четырёх сезонов играл в турецком чемпионате, дважды став чемпионом.
В дальнейшем играл в Италии, Польше, Бразилии, Китае.
В российском чемпионате играл в составе «Белогорья», «Урала» и  «Локомотива».

## Сборная Канады
Является игроком основного состава канадской сборной. В её составе участвовал в двух Олимпиадах, двух чемпионатах мира, ряде региональных турниров. Лучшим достижением, вероятно, является победа в чемпионате NORCECA в 2015 году. На Олимпиаде-2016 и Олимпиаде-2021 канадцы выбывали после второго раунда.
На проходивший в августе 2021 года чемпионат NORCECA Джон Гордон не получил приглашения в сборную, поэтому в ноябре 2021 года он объявил о завершении выступлений за  сборную.

## Достижения

### Молодёжная карьера
- серебряный призёр моложёжного чемпионата мира в составе молодёжной сборной Канада (U21) (2008)

### Карьера в сборной
- бронзовый призёр Мировой лиги (2017) в составе сборной Канады.
 - бронзовый призёр Панамериканских игр (2015) в составе сборной Канады.
 - бронзовый призёр Панамериканского кубка (2016) в составе сборной Канады.
 - чемпион NORCECA (2015) в составе сборной Канады.
 - серебряный призёр NORCECA (2013) в составе сборной Канады.
 - бронзовый призёр NORCECA (2011, 2017, 2019) в составе сборной Канады.

### Клубные трофеи
- серебряный призёр клубного чемпионата мира в составе «Сада Крузейро» (2019)
 - победитель клубного чемпионата Северной Америки в составе «Сада Крузейро» (2020)
 - победитель Кубка вызова ЕКВ в составе «Белогорья» (2018)
 - победитель чемпионата Турции в составе «Аркасспора» (2013, 2015)
 - серебряный призёр чемпионата Турции в составе «Аркасспора» (2012)
 - серебряный призёр чемпионата Китая в составе «Пекина» (2018)
 - серебряный призёр чемпионата России в составе «Локомотива» (2022)
 - обладатель кубка Бразилии в составе «Сада Крузейро» (2020)
 - обладатель  Суперкубка Греции в составе «Олимпиакос Пирей» (2024)
 - обладатель  Кубка лиги Греции в составе «Олимпиакос Пирей» (2024-25)
 - обладатель  Кубка Греции в составе «Олимпиакос Пирей» (2025)

## Семья
Родители — канадские волейболисты Дэйв Перрин и Рут Бёмер. Брат — Маршал Перрин, сестры — Джоан и Алисия, выступавшие за сборную Канады по волейболу.
«Мой прадедушка был русским. Моя сестра Джоан немного занималась генеалогическим древом нашей семьи, выяснила, что, возможно, фамилия прадедушки была Рылков (или Рыльков), но дальше мы не продвинулись. Не всё было задокументировано.» — Джон Перрин о своих корнях